# Cimexopsis
Cimexopsis is een geslacht van wantsen uit de familie van de Cimicidae (Bedwantsen). Het geslacht werd voor het eerst wetenschappelijk beschreven door List in 1925.

## Soorten
Het genus is monotypisch en bevat alleen de volgende soort:

- Cimexopsis nyctalis List, 1925